# Айдара, Амаду
Амаду́ Айдара́ (фр. Amadou Haidara; 31 января 1998 года, Бамако, Мали) — малийский футболист, полузащитник немецкого клуба «РБ Лейпциг» и сборной Мали.

## Клубная карьера

### «Ред Булл Зальцбург»
В июле 2016 года Айдара подписал контракт с австрийским клубом «Ред Булл Зальцбург». Был переведён в фарм-клуб команды — «Лиферинг», весь сезон 2016/2017 провёл в его составе. 5 августа 2016 года дебютировал за него в поединке против «ЛАСКА». Всего за чемпионат сыграл 24 мачта, забил 2 мяча.
Также с сезона 2016/2017 привлекался к тренировкам с основной командой. 9 апреля 2017 года дебютировал в австрийской Бундеслиге в поединке против «Штурма», выйдя на поле на замену на 90-й минуте вместо Валёна Бериши. Всего в дебютном сезоне провёл пять встреч. Сезон 2017/2018 начал игроком стартового состава. 3 мая 2018 года Айдара сыграл в полуфинале Лиги Европы против «Марселя», в котором «Ред Булл Зальцбург» выиграл 2:1, но проиграл по сумме двух встреч 2:3.

### «РБ Лейпциг»
22 декабря 2018 года перешел в немецкий «РБ Лейпциг», подписав контракт на четыре с половиной года. 30 марта 2019 года он забил свой дебютный гол в Бундеслиге в ворота «Герты». 8 декабря 2020 года он забил свой первый гол в Лиге чемпионов в игре против «Манчестер Юнайтед».

## Карьера в сборной
Выступал за сборную Мали до 17 лет. Участник чемпионата мира среди юношей 2015 года. Вместе с командой завоевал серебряные медали, проиграв в финале сверстникам из Нигерии. На турнире провёл все семь встреч, во всех выходил в основном составе, забил 2 мяча.
Летом 2019 года на Кубке африканских наций в Египте, Амаду был вызван в состав своей национальной сборной. В третьем матче против Анголы он забил единственный победный гол на 37-й минуте, а команды победила 1:0 и вышла в 1/8 финала.

## Достижения
«Ред Булл Зальцбург»
- Чемпион Австрии (2): 2016/17, 2017/18
- Обладатель Кубка Австрии: 2016/17

«РБ Лейпциг»
- Обладатель Кубка Германии (2): 2021/22, 2022/23

Сборная Мали (до 17 лет)
- Серебряный призёр чемпионата мира по футболу среди юношеских команд: 2015